# MTV Movie Award al miglior momento "Ma che ca...!"
L'MTV Movie Award per il miglior momento "Ma che ca...!" (MTV Movie Award for Best WTF Moment) è un premio cinematografico statunitense assegnato annualmente dal 2009.
Il premio ha cambiato nome in sole due edizioni: nel 2011 è stato rinominato Best Jaw Dropping Moment, nel 2012, invece, Best Gut-Wrenching Performance.

## Vincitori e candidati
I vincitori sono indicati in grassetto, a seguire gli altri candidati.

### Anni 2009-2010
- 2009: Amy Poehler - Baby Mama
  - Angelina Jolie - Wanted - Scegli il tuo destino (Wanted)
  - Ayush Mahesh Khedekar - The Millionaire (Slumdog Millionaire)
  - Ben Stiller - Tropic Thunder
  - Jason Segel e Kristen Bell - Non mi scaricare (Forgetting Sarah Marshall)
- 2010: Ken Jeong - Una notte da leoni (The Hangover)
  - Betty White - Ricatto d'amore (The Proposal)
  - Bill Murray - Benvenuti a Zombieland (Zombieland)
  - Isabel Lucas - Transformers - La vendetta del caduto (Transfomers: Revenge of the Fallen)
  - Megan Fox - Jennifer's Body

### Anni 2011-2015
- 2011: Justin Bieber - Justin Bieber: Never Say Never
  - James Franco - 127 ore (127 Hours)
  - Leonardo DiCaprio e Ellen Page - Inception
  - Natalie Portman - Il cigno nero (Black Swan)
  - Steve-O - Jackass 3D
- 2012: Kristen Wiig, Maya Rudolph, Rose Byrne, Melissa McCarthy, Wendi McLendon-Covey e Ellie Kemper - Le amiche della sposa (Bridesmaids)
  - Bryce Dallas Howard - The Help
  - Jonah Hill e Rob Riggle - 21 Jump Street
  - Ryan Gosling - Drive
  - Tom Cruise - Mission: Impossible - Protocollo fantasma (Mission: Impossible - Ghost Protocol)
- 2013: Jamie Foxx e Samuel L. Jackson – Django Unchained
  - Anna Camp – Voices (Pitch Perfect)
  - Denzel Washington - Flight
  - Javier Bardem - Skyfall
  - Seth MacFarlane – Ted
- 2014: Leonardo DiCaprio - The Wolf of Wall Street
  - Steve Carell, Will Ferrell, Paul Rudd e David Koechner - Anchorman 2 - Fotti la notizia (Anchorman 2: The Legend Continues)
  - Johnny Knoxville e Jackson Nicoll - Jackass Presenta: Nonno Cattivo (Jackass Presents: Bad Grandpa)
  - Cameron Diaz – The Counselor - Il procuratore (The Counselor)
  - Danny McBride e Channing Tatum - Facciamola finita (This Is the End)
- 2015: Seth Rogen e Rose Byrne - Cattivi vicini (Neighbors)
  - Jonah Hill - 22 Jump Street
  - Jason Sudeikis e Charlie Day - Come ammazzare il capo 2 (Horrible Bosses 2)
  - Miles Teller - Whiplash
  - Rosario Dawson e Anders Holm - Top Five[1][2]